# Thủy Địa Tỷ
Quẻ Thủy Địa Tỷ (đồ hình::::|:)

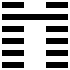
Hình quẻ Thủy Địa Tỷ

 còn gọi là quẻ Tỷ (比 bỉ), là quẻ thứ 08 trong Kinh Dịch.
- Nội quái là ☷ (::: 坤 kún) Khôn hay Đất (地).
- Ngoại quái là ☵ (:|: 坎 kản) Khảm hay Nước (水).

Văn Vương ghi thoán từ: Tỷ cát. Nguyên phệ, nguyên vĩnh trinh, vô cữu. Bất ninh phương lai, hậu phu hung (比吉. 原筮, 元永貞, 无咎. 不寧方來, 後夫凶).
Chu Công viết hào từ:

Sơ lục: Hữu phu tỷ chi, vô cữu. Hữu phu doanh phẫu, chung lai hữu tha cát.

Lục nhị: Tỷ chi tự nội, trinh cát.

Lục tam: Tỷ chi phỉ nhân.

Lục tứ: Ngoại tỷ chi, trinh cát.

Cửu ngũ: Hiển tỷ, vương dụng tam khu.

Thượng lục: Tỷ chi vô thủ, hung.
Giải nghĩa: Tư dã. Chọn lọc. Thân liền, gạn lọc, mật thiết, tư hữu riêng, trưởng đoàn, trưởng toán, chọn lựa. Khứ xàm nhiệm hiền chi tượng: bỏ nịnh dụng trung.